# Teleostei
Il termine teleostei fu inizialmente creato per indicare i pesci con uno scheletro osseo vero e proprio, in contrapposizione ai selaci (razze e squali) che presentano uno scheletro interamente cartilagineo.
Col tempo, gli studiosi hanno giudicato insufficiente questa semplice divisione. Oggi i pesci ossei vengono indicati con le due classi Actinopterygii e Sarcopterygii, mentre il termine teleostei (identico in italiano e in latino) si riferisce a un gruppo di livello tassonomico più basso, all'interno della classe degli Actinopterygii.

## Sistematica
I teleostei comprendono oltre 20 000 specie - il 96% di tutte le specie di Pesci conosciute e oltre metà delle specie di vertebrati - divise in circa 400 famiglie e 40 ordini.

Classe Actinopterygii
- Sottoclasse Neopterygii
  - Infraclasse Teleostei
    - Superordine Acanthopterygii
      - Ordine Atheriniformes
      - Ordine Beloniformes
      - Ordine Beryciformes
      - Ordine Cyprinodontiformes
      - Ordine Gasterosteiformes
      - Ordine Mugiliformes
      - Ordine Perciformes
      - Ordine Pleuronectiformes
      - Ordine Scorpaeniformes
      - Ordine Stephanoberyciformes
      - Ordine Synbranchiformes
      - Ordine Tetraodontiformes
      - Ordine Zeiformes

    - Superordine Clupeomorpha
      - Ordine Clupeiformes

    - Superordine Cyclosquamata
      - Ordine Aulopiformes

    - Superordine Elopomorpha
      - Ordine Albuliformes
      - Ordine Anguilliformes
      - Ordine Elopiformes
      - Ordine Notacanthiformes
      - Ordine Saccopharyngiformes

    - Superordine Lampridiomorpha
      - Ordine Lampridiformes

    - Superordine Ostariophysi
      - Ordine Characiformes
      - Ordine Cypriniformes
      - Ordine Gonorynchiformes
      - Ordine Gymnotiformes
      - Ordine Siluriformes

    - Superordine Osteoglossomorpha
      - Ordine Osteoglossiformes
      - Ordine Hiodontiformes

    - Superordine Paracanthopterygii
      - Ordine Batrachoidiformes
      - Ordine Gadiformes
      - Ordine Lophiiformes
      - Ordine Ophidiiformes
      - Ordine Percopsiformes

    - Superordine Polymyxiomorpha
      - Ordine Polymixiiformes

    - Superordine Protacanthopterygii
      - Ordine Esociformes
      - Ordine Osmeriformes
      - Ordine Salmoniformes

    - Superordine Scopelomorpha
      - Ordine Myctophiformes

    - Superordine Sternopterygii
      - Ordine Ateleopodiformes
      - Ordine Stomiiformes

## Storia evolutiva
I teleostei si svilupparono nell'Era Mesozoica da antenati appartenenti ai Neopterygii. Alcuni altri gruppi estinti già preannunciavano i teleostei in alcune caratteristiche, come gli aspidorinchiformi dal corpo allungato e il muso a punta, e i pachicormiformi dalle pinne a falce; alcuni di essi svilupparono attitudini planctivore e furono tra i più grandi pesci mai apparsi sul pianeta. Tra gli antenati dei teleostei si ricordano Pholidophorus, Dorsetichthys, Leptolepis, Ascalabos ed Eurycormus, che nel corso del Giurassico insieme ad altri pesci simili furono parte di una radiazione evolutiva sempre più specializzata, per finire con l'origine dei veri teleostei.

## Caratteristiche
I Teleostei appartengono agli Attinopterigi, a cui rimandiamo per le caratteristiche fisiche comuni a tutta la classe (respirazione a mezzo branchie, scheletro osseo, presenza di pinne ecc.). Una descrizione dettagliata di molte caratteristiche anatomiche si trova anche sotto la voce 'Pesci'.
Sono caratteristiche specifiche dei Teleostei:
- la colonna vertebrale termina alla base della coda e non si prolunga nel suo lobo superiore;
- la coda è generalmente omocerca (i due lobi sono uguali);
- la bocca ha una particolare conformazione per consentire di catturare le prede aspirandole o protendendo le mascelle verso l'esterno; in particolare, è mobile non solo l'osso mascellare, ma anche quello pre-mascellare.
- Presentano un dotto spermatico che oltrepassa il rene per unirsi al dotto archinefrico prima della cloaca

## Osmoregolazione
I Teleostei sono animali osmoregolatori, ovvero mantengono attivamente i fluidi corporei ad un valore di osmolarità diverso da quello dell’ambiente esterno. Questo processo fisiologico si differenzia a seconda dell'ambiente acquatico in cui vivono, che può avere una concentrazione di soluti maggiore  (acque marine), oppure minore (acque dolci) rispetto all'ambiente interno.

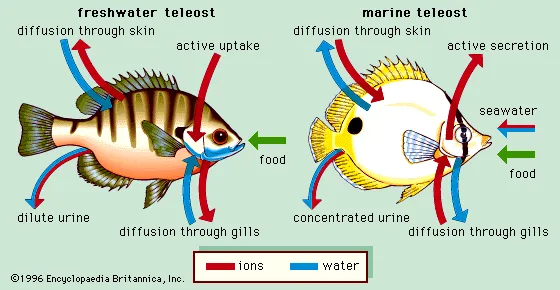
Differenze fisiologiche tra teleostei di acqua dolce e teleostei marini

### Osmoregolazione dei Teleostei marini
I teleostei marini sono pesci ossei regolatori iposmotici, significa che riescono a mantenere la pressione osmotica dei loro fluidi corporei a un valore inferiore rispetto alla pressione osmotica dell’acqua in cui vivono. 
Questo aspetto sembra essere collegato alla loro origine, i teleostei, infatti, pare che discendano da forme ancestrali che vissero nelle acque dolci. Secondo questa ipotesi i teleostei provenienti dalle acque dolci avrebbero sviluppato nel corso dell’evoluzione un modesto aumento dei soluti ematici complessivi: la pressione osmotica del sangue dei teleostei marini è circa 320-360 mOsm mentre quella dei teleostei di acqua dolce è circa tra i 200 e i 300 mOsm.
La pressione osmotica dell’acqua di mare è circa 1000 mOsm, perciò di molto superiore alla pressione sanguigna dei teleostei marini.
Questi, nonostante siano meno permeabili rispetto a quelli di acqua dolce, tendono ad avere una notevole perdita d'acqua e ad arricchirsi di sali, una condizione che alla lunga diventa intollerabile dall'organismo. 
Per reintegrare le perdite idriche e regolare il proprio volume, i teleostei bevono acqua di mare in quantità variabile, in media 10-20% della massa corporea al giorno. L’acqua marina ingerita è però ipertonica rispetto al sangue, per questo motivo nell'esofago avviene una prima diluizione (di circa il 50%) attraverso un assorbimento degli ioni Sodio, Potassio e Cloruro per diffusione. Al contrario la maggior parte degli ioni bivalenti (Calcio, Magnesio e Solfato) non vengono assorbiti dal tratto digerente e vengono escreti attraverso il retto.
Il processo di diluizione dell’acqua marina ingerita continua poi lungo l’intestino coinvolgendo trasportatori attivi come il cotrasportatore enzimatico Na+/K+/2Cl- e l'enzima Na+/K+-ATPasi, presenti sulla membrana plasmatica delle cellule del lume, fino ad arrivare ad una concentrazione dei sali nell'acqua tale da permetterne l'assorbimento per osmosi. 
L’escrezione dei sali assorbiti in eccesso, quali Na+, K+ e Cl- è di tipo extrarenale, viene infatti attuata dal tessuto branchiale: in particolare l’escrezione del Cl- è attiva e deputata alle cellule cloruro, situate nell'epitelio di tale tessuto, mentre lo ione sodio diffonde passivamente all’esterno, attratto dal gradiente elettrico negativo che si accumula per il trasporto attivo del cloruro. Diversamente, i pochi sali bivalenti assorbiti durante il processo vengono escreti dai reni.
Alla fine del processo circa il 50-85% dell’acqua ingerita viene assorbita grazie al lavoro di escrezione delle branchie e, in misura minore, dei reni, che è alla base della regolazione iposmotica tipica dei teleostei marini.

## Distribuzione
I Teleostei sono diffusi in tutte le acque del mondo.
Si stima che circa il 40% delle specie viva nelle acque marine in prossimità delle coste temperate e calde (fino a 200 m di profondità) e un altro 40% circa viva nelle acque dolci; solo il 20% è presente, invece, negli altri ambienti marini (acque profonde, acque superficiali oceaniche, acque costiere fredde).